# Esperienza e valutazione
Esperienza e valutazione è un saggio del pedagogista Aldo Visalberghi, pubblicato nel 1958. 

## Contenuto
Il saggio analizza da un punto di vista pedagogico la valutazione. Questa viene definita come imprescindibile in pedagogia, poiché essa è una scienza di valori e di azioni. Il ruolo della valutazione è allora quello di coordinare, interpretare e orientare l'esperienza degli alunni. L'obiettivo della valutazione è il raggiungimento dell'autonomia e della libertà degli educandi. 

## Edizioni
- Aldo Visalberghi, Esperienza e valutazione, Torino: Taylor ed., 1958